# Momi-Klasse
Die Momi-Klasse war eine Klasse von Zerstörern der Kaiserlich Japanischen Marine, die nach dem Ersten Weltkrieg gebaut wurden und teilweise noch im Zweiten Weltkrieg zum Einsatz kamen.

## Technik
Die Momi-Klasse war der erste japanische Zerstörertyp, der nicht nach britischen Vorlagen gebaut wurde. Das Design erinnerte stark an die größere Minekaze-Klasse, der Rumpf wurde von der Enoki-Klasse aus dem Ersten Weltkrieg übernommen.
Da die Hauptbewaffnung (12-cm-Geschütze) in einer zentralen Linie und die Torpedorohre zwischen Vorschiff und Brücke aufgestellt wurden, verbesserte sich die Hochseefähigkeit dieser kleinen Zerstörer beträchtlich. Probleme mit der zu hohen Krängung während Wendungen bei hoher Geschwindigkeit wurden durch eine Verbreiterung des Bugs und Erhöhung der Wasserlinie gelöst.  Die Geschwindigkeit von 36 kn und der geringe Tiefgang machte die Schiffe aber auch zu vorzüglichen Zerstörern in flachen Küstengewässern.
Die Zerstörer der Momi-Klasse waren die ersten Schiffe der japanischen Marine, die mit den neuen 53,3-cm-Torpedorohren ausgerüstet wurden.
Ursprünglich waren die Zerstörer konzipiert worden, um in Gruppen von je zwei bis vier Einheiten auch offensive Aufgaben zu übernehmen. Aber schon Anfang der zwanziger Jahre stellte sich heraus, dass dieser verhältnismäßig kleine und schwach bewaffnete Schiffstyp durch die immer schneller werdende Entwicklung neuer Zerstörertypen überholt war. Daher stellte die japanische Marine nach Fertigstellung der letzten Einheiten dieses Schiffstyp den Bau kleiner Zerstörer ein und stufte die Momi-Klasse als Zerstörer 2. Klasse ein. Entsprechend wurde die Momi-Klasse im Zweiten Weltkrieg hauptsächlich zur Sicherung von lokalen und küstennahen Konvois eingesetzt.

## Die Zeit bis zum Zweiten Weltkrieg
Die Warabi ging als erstes Schiff dieser Klasse verloren. Sie sank am 24. August 1927 nach einer Kollision mit dem japanischen Leichten Kreuzer Jintsū vor Maizuru. Der Zerstörer Momi wurde 1932 außer Dienst gestellt und die Maschinenanlage entfernt. Der Rumpf wurde zu Versuchszwecken nach Yokosuka gebracht.
Die anderen Zerstörer waren zu Beginn des Jahres 1932 zu je drei bis vier Einheiten auf verschiedene Zerstörerdivisionen in den Marinedistrikten Sasebo, Kure, Maizuru, Chinkei und Mako verteilt.
Nach dem Zwischenfall an der Marco-Polo-Brücke bei Peking, der zum zweiten japanisch-chinesischen Krieg führte, wurden die meisten Zerstörer der Momi-Klasse zur Unterstützung der japanischen Truppenlandungen und Kampfhandlungen in chinesische Gewässer beordert. Hasu, Kuri und Tsuga wurden dem Marinestützpunkt in Shanghai zugeordnet und eskortierten bis Dezember 1941 den Schiffsverkehr in den chinesischen Küstengewässern und im Jangtsekiang.
Die anderen Zerstörer kehrten bis 1939 nach Japan zu ihren dortigen Stützpunkten zurück, um sich anschließend umfassenden Modernisierungs- und Umbaumaßnahmen zu unterziehen. Bei Kaya und Nashi lohnte sich aufgrund ihres schlechten Gesamtzustands dieser Aufwand nicht, beide wurden 1939 außer Dienst gestellt und bis 1940 abgewrackt.
Alle noch vorhandenen Einheiten dieser Klasse, bis auf die in Shanghai stationierten Kasu, Kuri und Tsuga,  wurden 1939 modernisiert. Neun wurden zu Patrouillenbooten und fünf zu Trainingsschiffen/Tendern umgebaut.

### Umbau zu Patrouillenbooten
Bis zum Abschluss der Umbaumaßnahmen am 1. April 1940 wurde ein Kessel der Maschinenanlage entfernt, das Heck zur Aufnahme eines Daihatsu-Landungsbootes (ca. 14 m lang, Ladekapazität 1 Panzer oder 70 Mann oder 10 Tonnen Material) modifiziert und Unterkünfte für 150 Mann Landungstruppen eingerichtet. Zusätzlich wurde die Bewaffnung den geänderten Bedürfnissen, speziell für die Abwehr von U-Boot- und Flugzeugangriffen, angepasst. Um die Stabilität zu verbessern, wurde die Wasserverdrängung durch zusätzlichen Ballast auf 935 Tonnen erhöht. Nur die ehemalige Fuji bzw. Patrouillenboot Nr. 36 überstand den Zweiten Weltkrieg. Die anderen Patrouillenboote wurde meist durch U-Boote und Flugzeugangriffe versenkt.

## Liste der Schiffe
| Name        | Bauwerft                  | Kiellegung        | Stapellauf         | Indienststellung  | Verbleib |             |
| Momi-Gruppe | Momi-Gruppe               | Momi-Gruppe       | Momi-Gruppe        | Momi-Gruppe       | Momi-Gruppe | Momi-Gruppe |
| ----------- | ------------------------- | ----------------- | ------------------ | ----------------- | --- | ----------- |
| Momi        | Marinewerft Yokosuka      | 23. Dezember 1918 | 10. Juni 1919      | 27. Dezember 1919 | Außerdienststellung am 1. April 1932, weiter Verwendung als Hulk und später abgewrackt                                                                                            |             |
| Kaya        | Marinewerft Yokosuka      | 23. Dezember 1918 | 10. Juni 1919      | 28. März 1920     | Außerdienststellung 1939 und 1940 abgewrackt |             |
| Nashi       | Kawasaki, Kōbe            | 2. Dezember 1918  | 22. August 1919    | 25. Dezember 1919 | Außerdienststellung 1939 u. 1940 abgewrackt |             |
| Take        | Kawasaki, Kōbe            | 2. Dezember 1918  | 26. August 1919    | 25. Dezember 1919 | Umbau 1939/40 zum Tender, Außerdienststellung August 1945 |             |
| Kaki        | Uraga Senkyo, Yokosuka    | 27. Februar 1919  | 28. Oktober 1919   | 8. August 1920    | Umbau 1939/40 zum Tender, ab 23. Februar 1945 Verwendung als Schulschiff Osu, Außerdienststellung August 1945                                                                     |             |
| Tsuga       | Ishikawajima Zōsen, Tokio | 5. März 1919      | 17. April 1920     | 20. Juli 1920     | versenkt am 15. Januar 1945 durch amerik. Luftangriff, im Hafen von Magong |             |
| Nire        | Marinewerft Kure          | 5. September 1919 | 22. Dezember 1919  | 31. März 1920     | Umbau 1939/40 zum Tender, ab 15. Dezember 1944 Verwendung als Schulschiff Nr.1 Tomariura, Außerdienststellung August 1945                                                         |             |
| Kuri        | Marinewerft Kure          | 5. Dezember 1919  | 19. März 1920      | 30. April 1920    | Außerdienststellung August 1945, am 8. Oktober 1945 auf Minegelaufen und gesunken                                                                                                 |             |
| Fuji-Gruppe |                           |                   |                    |                   | |             |
| Fuji        | Fujinagata Zōsen, Osaka   | 2. Dezember 1919  | 27. November 1920  | 31. Mai 1921      | Umbau 1939 zum Patrouillenboot Shōkaitei Nr.36, Außerdienststellung August 1945                                                                                                   |             |
| Kiku        | Kawasaki, Kōbe            | 20. Januar 1920   | 13. Oktober 1920   | 10. Dezember 1920 | Umbau 1939 zum Patrouillenboot Shōkaitei Nr.31, versenkt am 30. März 1944 durch amerik. Luftangriff, bei Palau                                                                    |             |
| Aoi         | Kawasaki, Kōbe            | 1. April 1920     | 9. November 1920   | 10. Dezember 1920 | Umbau 1939 zum Patrouillenboot Shōkaitei Nr.32, nach beschuss durch amerik. Küstenartillerie am 23. Dezember 1941 schwer beschädigt und auf der Insel Wake am Strand aufgelaufen. |             |
| Hagi        | Uraga Senkyo, Yokosuka    | 28. Februar 1920  | 29. Oktober 1920   | 20. April 1921    | Umbau 1939 zum Patrouillenboot Shōkaitei Nr.33, nach beschuss durch amerik. Küstenartillerie am 23. Dezember 1941 schwer beschädigt und auf der Insel Wake am Strand aufgelaufen. |             |
| Susuki      | Ishikawajima Zōsen, Tokio | 3. Mai 1920       | 21. Februar 1921   | 5. Mai 1921       | Umbau 1939 zum Patrouillenboot Shōkaitei Nr.34, versenkt durch amerik. Luftangriff am 3. Juli 1944, bei Truk                                                                      |             |
| Ashi-Gruppe |                           |                   |                    |                   | |             |
| Ashi        | Kawasaki, Kōbe            | 15. November 1920 | 3. September 1921  | 29. Oktober 1921  | Umbau 1939/40 zum Tender, ab 23. Februar 1945 Verwendung als Schulschiff Nr.2 Tomariura, Außerdienststellung August 1945                                                          |             |
| Tsuta       | Kawasaki, Kōbe            | 16. Oktober 1920  | 9. Mai 1921        | 30. Juni 1921     | Umbau 1939 zum Patrouillenboot Shōkaitei Nr.35, versenkt am 2. September 1943 durch amerik. Luftangriff, im Hafen von Lae                                                         |             |
| Warabi      | Fujinagata Zōsen, Osaka   | 12. Oktober 1920  | 28. September 1921 | 19. Dezember 1921 | gesunken am 24. August 1927 nach Kollision mit den Kreuzer Jintsū vor Maizuru |             |
| Hasu        | Uraga Senkyo, Yokosuka    | 2. März 1921      | 8. Dezember 1921   | 31. Juli 1922     | Außerdienststellung August 1945 |             |
| Hishi       | Uraga Senkyo, Yokosuka    | 10. November 1920 | 9. Mai 1921        | 3. März 1922      | Umbau 1939 zum Patrouillenboot Shōkaitei Nr.37, am 24. Januar 1942 nach Gefecht auf Grund gesetzt u. nach Bergung aus der Flottenliste gestrichen                                 |             |
| Sumire      | Ishikawajima Zōsen, Tokio | 24. November 1920 | 14. Dezember 1921  | 30. März 1923     | Außerdienststellung August 1945 |             |
| Yomogi      | Ishikawajima Zōsen, Tokio | 26. Februar 1921  | 14. März 1922      | 9. August 1922    | Umbau 1939 zum Patrouillenboot Shōkaitei Nr.38, versenkt am 25. November 1944 durch amerik. U-Boot USS Atule                                                                      |             |
| Tade        | Fujinagata Zōsen, Osaka   | 20. Dezember 1920 | 15. März 1922      | 31. Juli 1922     | Umbau 1939 zum Patrouillenboot Shōkaitei Nr.39, versenkt am 23. April 1943 durch amerik. U-Boot USS Seewolf                                                                       |             |